# 微红层孔菌属
微红层孔菌属（学名：Rubellofomes）是白肉迷孔菌科下的一个属。

## 下属物种
本属包括以下物种：
- 囊体微红层孔菌 Rubellofomes cystidiatus (B.K.Cui & M.L.Han) B.K.Cui, M.L.Han & Y.C.Dai
- Rubellofomes minutisporus (Rajchenb.) B.K.Cui, M.L.Han & Y.C.Dai